# Orden de la Revolución de Octubre

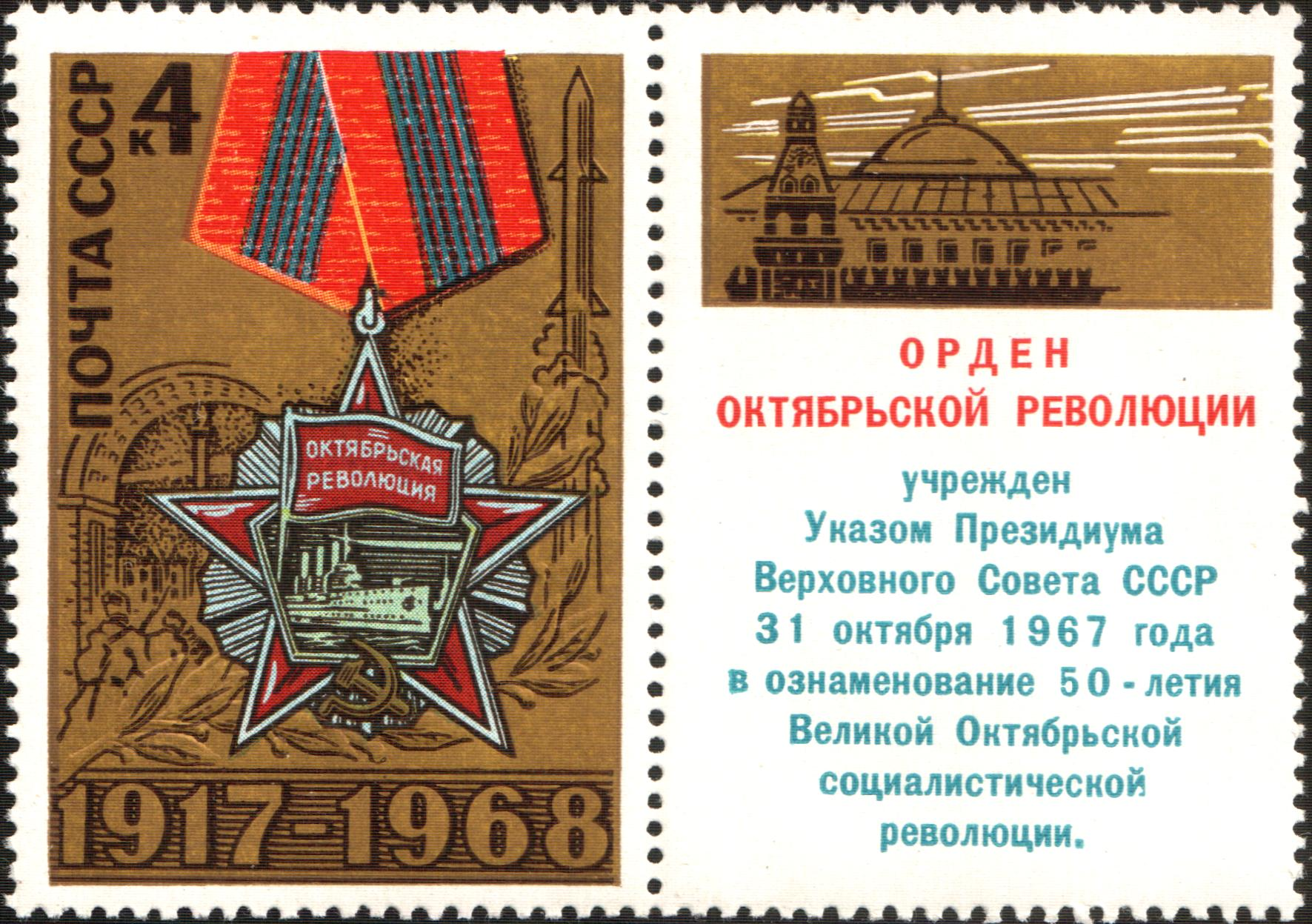
Sello soviético de 1968

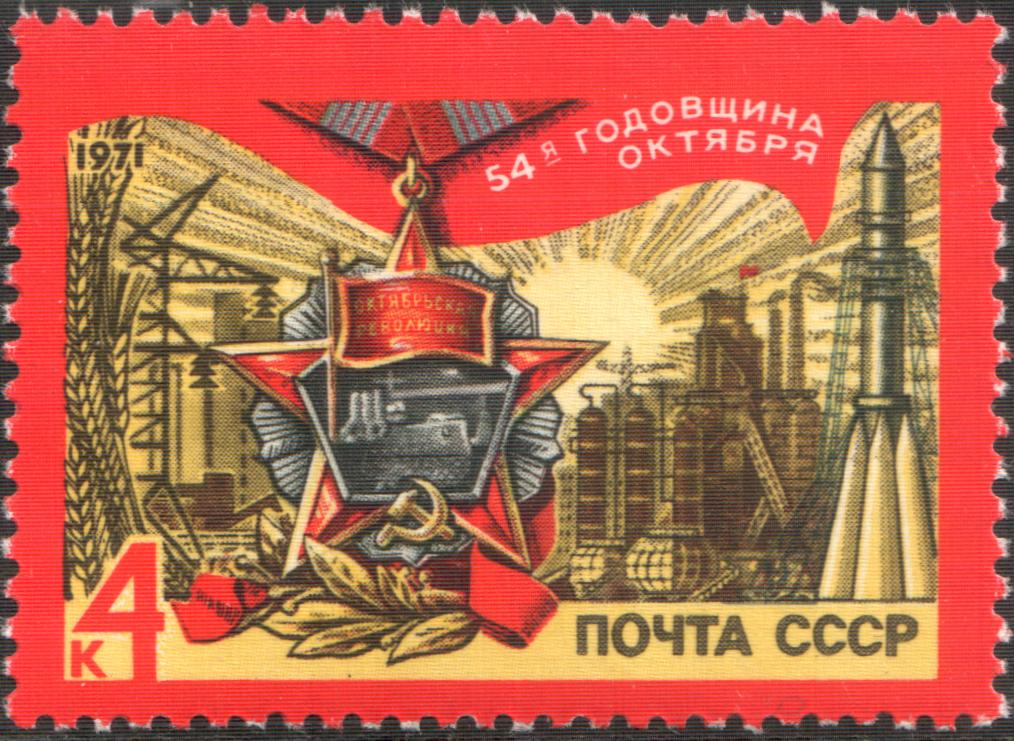
Sello de 1971 de la Unión Soviética con la Orden de la Revolución de Octubre

La Orden de la Revolución de Octubre (en ruso: Орден Октябрьской Революции), fue una de las más altas órdenes de la extinta Unión Soviética, fue establecida por decreto del Presídium del Sóviet Supremo de la Unión Soviética del  31 de octubre de 1967 en conmemoración del quincuagésimo aniversario de la Revolución de Octubre. Era la segunda Orden en importancia, después de la Orden de Lenin.
Se otorgaron un total de 106 462 premios. La última adjudicación de la Orden de la Revolución de Octubre se realizó por decreto del presidente de la URSS Mijaíl Gorbachov el 21 de diciembre de 1991. La última Orden de la Revolución de Octubre, entregada la n.º 106 462, fue concedida al jefe de la expedición geológica y minera kazaja Aitmagambet Oinarbayev.

## Estatuto
La Orden de la Revolución de Octubre se otorga a ciudadanos de la URSS, empresas, instituciones, organizaciones y otros colectivos de trabajadores, unidades y formaciones militares, así como repúblicas, territorios, regiones y ciudades. Esta orden también se puede otorgar a ciudadanos extranjeros. 
La Orden se otorgaba a aquellas personasː
- Por la actividad revolucionaria activa, gran contribución a la formación y fortalecimiento del poder soviético;
- Por servicios sobresalientes en la construcción del socialismo y del comunismo;
- Por logros sobresalientes en el desarrollo de la economía, la ciencia y la cultura nacionales;
- Por el valor especial y el valor mostrado en las batallas con los enemigos del estado soviético;
- Por sus excelentes servicios en el fortalecimiento del poder de defensa de la URSS;
- Para actividades estatales y públicas especialmente fructíferas;
- Por las vigorosas actividades destinadas a desarrollar y profundizar los lazos de amistad integrales entre los pueblos de la Unión Soviética y otros Estados, fortaleciendo la paz entre los pueblos.

La Orden de la Revolución de Octubre se lleva en el lado izquierdo del pecho y en presencia de otras órdenes y medallas de la URSS, se coloca después de la Orden de Lenin. Si se usa en presencia de órdenes o medallas de la Federación de Rusia, estas últimas tienen prioridad.
Cada medalla venía con un certificado de premio que se presentaba en forma de un pequeño folleto de cartón de 8 cm por 11 cm con el nombre del premio, los datos del destinatario y un sello oficial y una firma en el interior.   

## Descripción
La Orden de la Revolución de Octubre es una estrella de cinco puntas esmaltada en rojo y dorado sobre el fondo de un pentágono plateado radiante. En la parte superior de la estrella esmaltada de cinco puntas, hay un estandarte recubierto de esmalte rojo, con la inscripción en dos líneas «REVOLUCIÓN DE OCTUBRE» (en ruso: ОКТЯБРЬСКАЯ РЕВОЛЮЦИЯ). En el centro de la estrella hay un pentágono plateado con la imagen del crucero Aurora. El pentágono se oxida con diferentes tonos. Al final de la orden hay una hoz y un martillo.  
La medalla está hecha de plata. La hoz y el martillo aplicados, que se encuentran al final del pedido, están hechos de una aleación de oro, plata, paladio y cobre. En la hoz y el martillo, el contenido de oro puro es 0,187 + 0,07 gramos, el de plata pura es 0,05 + 0,02 gramos y el de paladio es 0,019 + 0,02 gramos. En todo el pedido en su conjunto (al 18 de septiembre de 1975) contenido de plata - 27,49 ± 1,447 g, contenido de oro - 0,21 g. El peso total del pedido es 31,0 ± 1,9 g. 
El tamaño de la orden entre los picos opuestos de la estrella de esmalte es de 43 mm. La distancia desde el centro hasta la parte superior de cualquiera de los rayos de la estrella es de 22 mm. 
La medalla está conectada con una orejeta y un anillo con un bloque pentagonal cubierto con una cinta de muaré de seda roja de 24 mm de ancho. En el medio de la cinta hay cinco franjas azules longitudinales estrechas.
El autor del boceto de la orden es el artista V.P. Zaitsev.

## Galardonados
Las primeras órdenes de la Revolución de Octubre fueron otorgadas el 4 de noviembre de 1967, a la Heroica Ciudad de Leningrado, y la número dos a la Heroica Ciudad de Moscú. Posteriormente se otorgaron a la República Socialista Soviética de Rusia (el 19 de diciembre de 1967), a la RSS de Ucrania (el 22 de febrero de 1968) y la número cinco al crucero Aurora (22 de febrero de 1968). Ese mismo día, dieciséis líderes militares recibieron por primera vez la Orden de la Revolución de Octubre: 
- Mariscal de la Unión Soviética Iván Bagramián
- Mariscal de la Unión Soviética Aleksandr Vasilevski
- Mariscal Jefe de Aviación Konstantín Vershinin
- Mariscal Jefe de Artillería Nikolái Vóronov
- Mariscal de la Unión soviética Filip Gólikov
- Presidente de la República de Cuba Fidel Castro[5]
- Almirante Serguéi Gorshkov
- Mariscal de la Unión Soviética Andréi Yeriómenko
- Mariscal de la Unión Soviética Gueorgui Zhúkov
- Mariscal de la Unión Soviética Leonid Góvorov
- Mariscal de la Unión Soviética Iván Kónev
- Mariscal de la Unión Soviética Nikolái Krylov
- Mariscal de la Unión Soviética Kiril Meretskov
- Mariscal de la Unión Soviética Kiril Moskalenko
- Mariscal de la Unión Soviética Konstantín Rokossovski
- Mariscal de la Unión Soviética Vasili Sokolovski
- Mariscal de la Unión Soviética Semión Timoshenko
- Mariscal de la Unión Soviética Vasili Chuikov